# Muvarice
Muharice ili muvarice Starog sveta (Muscicapidae), su velika familija, malih ptica pevačica uglavnom ograničenih na Stari svet (Evropu, Afriku i Aziju). One su uglavnom mali arborealni insektivnori, od kojih mnoge, kao što i ime govori, svoj plen hvataju u letu. Porodica obuhvata 324 vrste i podeljena je u 51 rod.

## Taksonomija
Ime Muscicapa za familiju je uveo Škotski prirodnjak Džon Fleming 1822. godine. Ta reč je ranije korištena za rod Muscicapa u radovima francuskog zoologa Matirena Žaka Brisona 1760. godine. Muscicapa potiče od latinskih reči musca sa značenjem „muva” i capere „uhvatiti”.

### Rodovi
- -{[[Xenocopsychus Hartert, 1907}-

## Literatura
- Jønsson, K.A.; Fjeldsa, J. (2006). „A phylogenetic supertree of oscine passerine birds (Aves:Passeri)”. Zoologica Scripta. 35: 149—186. doi:10.1111/j.1463-6409.2006.00221.x.
- Lei, X.; Lian, Z.-M.; Lei, F.-M.; Yin, Z.-H.; Zhao, H.-F. (2007). „Phylogeny of some Muscicapinae birds based on cyt b mitochondrial gene sequences” (PDF). Acta Zoologica Sinica. 53 (1): 95—105. Архивирано из оригинала (PDF) 21. 07. 2011. г. Приступљено 24. 08. 2019.
- Outlaw, D.C.; Voelker, G. (2006). „Systematics of Ficedula flycatchers (Muscicapidae): A molecular reassessment of a taxonomic enigma” (PDF). Molecular Phylogenetics and Evolution. 41 (1): 118—126. PMID 16797192. doi:10.1016/j.ympev.2006.05.004. Архивирано из оригинала (PDF) 29. 9. 2007. г.
- Pan, Q.-W.; Lei, F.-M.; Yang, S.-J.; Yin, Z.-H.; Huang, Y.; Tai, F.-D.; Kristin, A. (2006). „Phylogenetic analysis of some Turdinae birds based on mitochondrial cytochrome b gene sequences” (PDF). Acta Zoologica Sinica. 52 (1): 87—98. Архивирано из оригинала (PDF) 21. 07. 2011. г. Приступљено 24. 08. 2019.

## Spoljašnje veze
- Newton, Alfred (1911). „Flycatcher”.  (на језику: енглески) (11 изд.).
- Ingersoll, Ernest (1920). „Flycatcher”. Encyclopedia Americana.